# Sucheta Govil
Sucheta Govil (* 1963) ist eine britische Staatsbürgerin indischer Herkunft und eine Managerin in der chemischen Industrie. Sie ist seit dem 1. August 2019 Mitglied des Vorstands der Covestro AG mit Sitz in Leverkusen. Sucheta Govil ist die erste Frau im Vorstand des DAX-Unternehmens. Sie ist als Chief Commercial Officer (CCO) für Covestro tätig.

## Laufbahn
Sucheta Govil studierte Wirtschaftswissenschaften an der University of Delhi und schloss mit dem Bachelor ab. Am Indian Institute of Management in Kalkutta erwarb sie ein Post-Graduate-Diplom in Business Management. Anschließend war Sucheta Govil in verschiedenen Führungspositionen im In- und Ausland für die Unternehmen GlaxoSmithKline, PepsiCo, AkzoNobel und DSM im Marketing und im Vertrieb tätig.
Beim Kunststoff-Hersteller Covestro ist die Vorständin als CCO verantwortlich für die drei großen Geschäftsbereiche des Unternehmens und die Vermarktung der Produkte: Polyurethane, Polycarbonate und Additive für Lacke und Klebstoffe. Zu ihren Aufgaben gehören außerdem das Innovationsmanagement und die Lieferketten.
Im Oktober 2021 verlängerte der Aufsichtsrat der Covestro AG den laufenden Vertrag von CCO Sucheta Govil vorzeitig um weitere drei Jahre bis zum 31. Juli 2025.
Ihre zwei aufeinanderfolgenden Amtszeiten bei Covestro enden am 31. Juli 2025, Monique Buch wird ihre Nachfolgerin. 

## Positionen
Sucheta Govil setzt sich bei Covestro für die vollständige Ausrichtung auf eine klimaneutrale Kreislaufwirtschaft ein. Statt Erdöl sollen bei dem Chemieunternehmen zukünftig vermehrt nachwachsende Rohstoffe zur Herstellung von Hightech-Kunststoffen verwendet werden.